# 万葉線6000形ディーゼル機関車
6000形ディーゼル機関車（6000がたディーゼルきかんしゃ）は、万葉線が2012年に導入した除雪用のディーゼル機関車。

## 概要
万葉線では移管以降も冬季の除雪はデ5010形電車に雪かきをつけて行っていたが、1950年製造である同形式は老朽化が進行していた。
そこで2012年に導入されたのが本形式である。新潟トランシス製で1両（6000）が製造されており、路面電車向けの車籍を有するディーゼル機関車は2021年現在、伊予鉄道のD1形・D2形と本形式のみである。導入に当たっては、一部社員が「乙種内燃車」の動力車操縦者運転免許を取得している。

## 構造
内燃機関動力車であり、ディーゼルエンジンを越ノ潟側に搭載している。PS22形パンタグラフを搭載しているが、信号制御用トロリーコンタクターの操作と積雪時の雪を払うことが目的であり、通電はしない。
凸型に近い形状で、デッキと運転台出入口が高岡方に設けられている。また、スノープラウの裏側に融雪剤散布機を備える。

## 運用
積雪が30cm - 40cmになると、六渡寺駅 - 越ノ潟駅間で除雪を行う。
2016年シーズン、2018年シーズン、2020年シーズンに故障を起こしており、除雪が行えず運休にもつながっている。2021年シーズンに向けて夏季に改良を行う予定となっている。